# Idle Thoughts
Idle Thoughts – niezależny film kanadyjski z 2018 roku, w reżyserii Andrew Williga, luźno oparty na zbiorku esejów Jerome K. Jeromeʼa „Z rozmyślań próżniaka” (ang. Idle Thoughts of an Idle Fellow). 
Podobnie jak w książce narracja prowadzona jest w pierwszej osobie. W tym celu w filmie często jest stosowany zabieg burzenia czwartej ściany, gdy postać zwraca się bezpośrednio do widzów. 

## Fabuła
Podejrzanie dobrze sytuowana Poppy narzeka na biedę, nalewając sobie białe wino i wylegując się dniami w jedwabnym kimonie w swoim apartamencie. Jej problem stanowi podjęte zobowiązanie do napisania książki dla swego wydawcy. Próżnująca Poppy nie jest w stanie wymyślić niczego godnego publikacji. Zmienia kochanki jak rękawiczki, dopóki nie spotka na swej drodze Elaine – wymagającej perfekcjonistki. Zainspirowana Poppy zdaje sobie wówczas sprawę, iż może napisać książkę o pozorowaniu zaangażowania w stały związek.

## Obsada
- Alexandra Voicu jako Poppy
- Nathalie J. Cerny jako Elaine
- Michelle Brezinski jako Angela
- Ava Frye jako Patsy
- Gillian Barber jako Loretta
- Leah Beaudry jako Gabby

## Produkcja
Zdjęcia nakręcono w Kanadzie (w Vancouver oraz w prowincji Kolumbia Brytyjska) w ciągu 23 dni.  

## Odsyłacze zewnętrzne
- Idle Thoughts w bazie IMDb (ang.)
- prime video – Idle Thoughts (pol.)